# Festiwal Filmu i Sztuki „Dwa Brzegi”
Festiwal Filmu i Sztuki „Dwa Brzegi” – polski festiwal filmowy odbywający się co roku latem od 2007 roku w Kazimierzu Dolnym i Janowcu leżących na przeciwległych brzegach rzeki Wisły. Organizatorem festiwalu jest Stowarzyszenie Dwa Brzegi; Funkcję dyrektora artystycznego festiwalu pełni Grażyna Torbicka – związana z Festiwalem Dwa Brzegi od samego początku jego istnienia. 
Większość wydarzeń w ramach festiwalu odbywa się w Kazimierzu Dolnym; Zaangażowanych jest około 30 lokalnych obiektów takich jak kina, galerie sztuki, kawiarnie czy ośrodki kultury. Centralnym punktem jest miasteczko festiwalowe, w którym odbywają się najważniejsze z wydarzeń: główne pokazy filmowe, pokazy konkursowe, główne spotkania z twórcami. Oprócz pokazów i konkursów festiwal tworzą: koncerty i występy muzyczne, spektakle teatralne i performance, wystawy sztuki: malarstwa, fotografii, instalacje, warsztaty, spotkania i dyskusje, Istotną stałą częścią jest kawiarnia festiwalową, w której prowadzone są spotkania z twórcami i artystami. W Janowcu nad Wisłą wydarzenia odbywają się na tamtejszym zamku i restauracji Manes, punkcie widokowym na skarpie. Angażowane są także okoliczne miejscowości: Mięćmierz, Rogów i Wojszyna.

## Historia

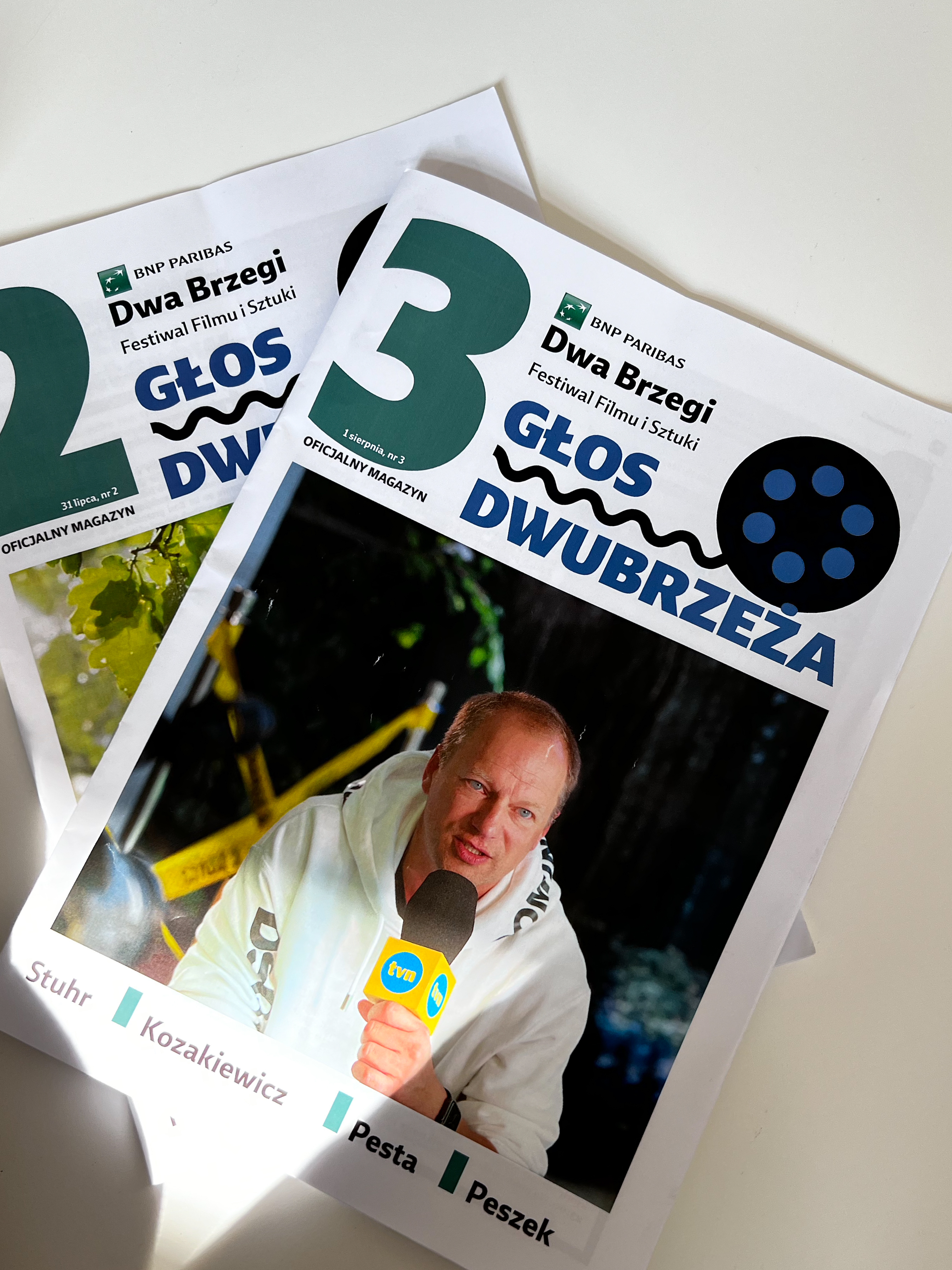
Gazeta festiwalowa Głos Dwubrzerza

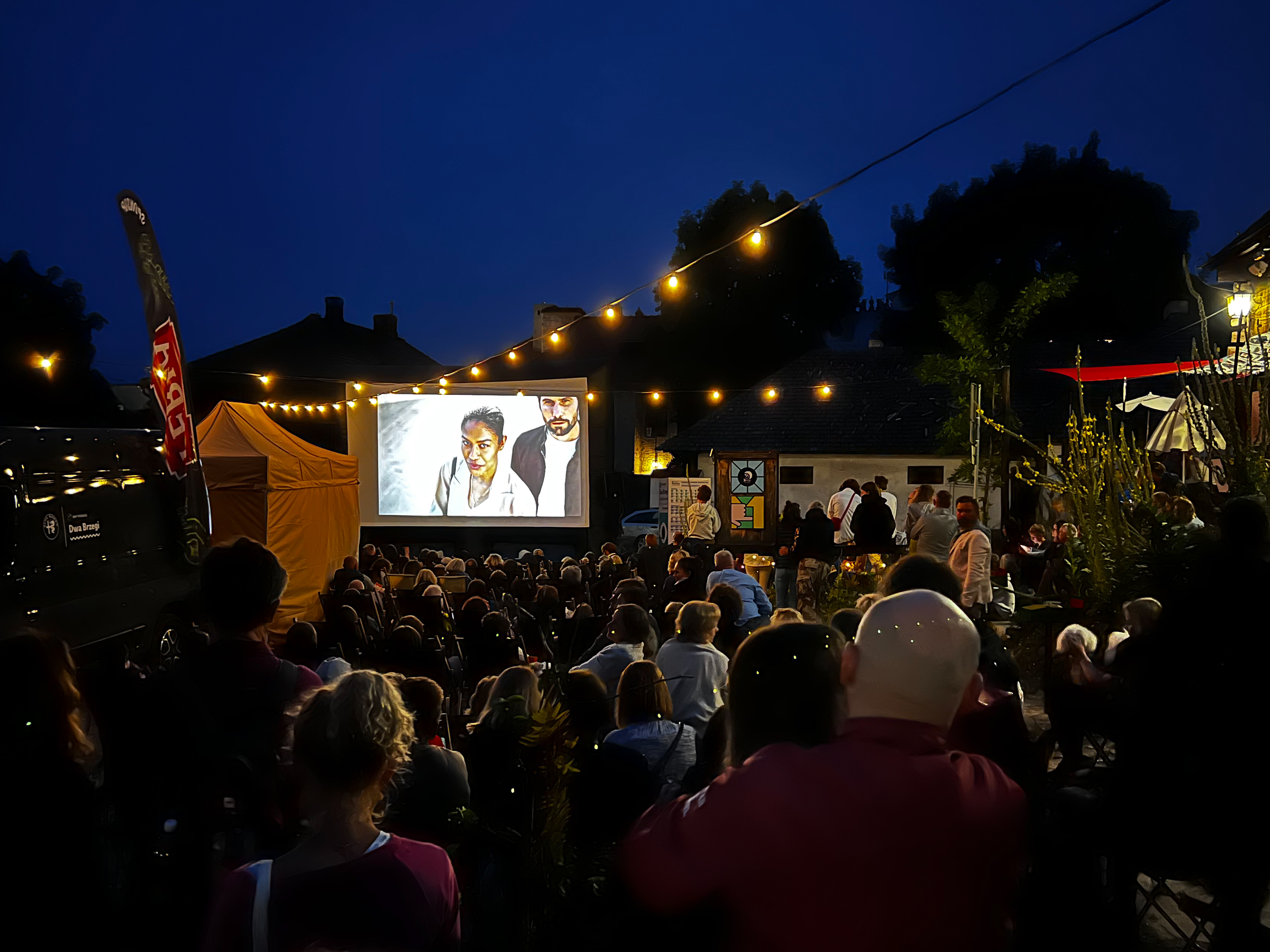
Pokaz filmowy na Małym Rynku

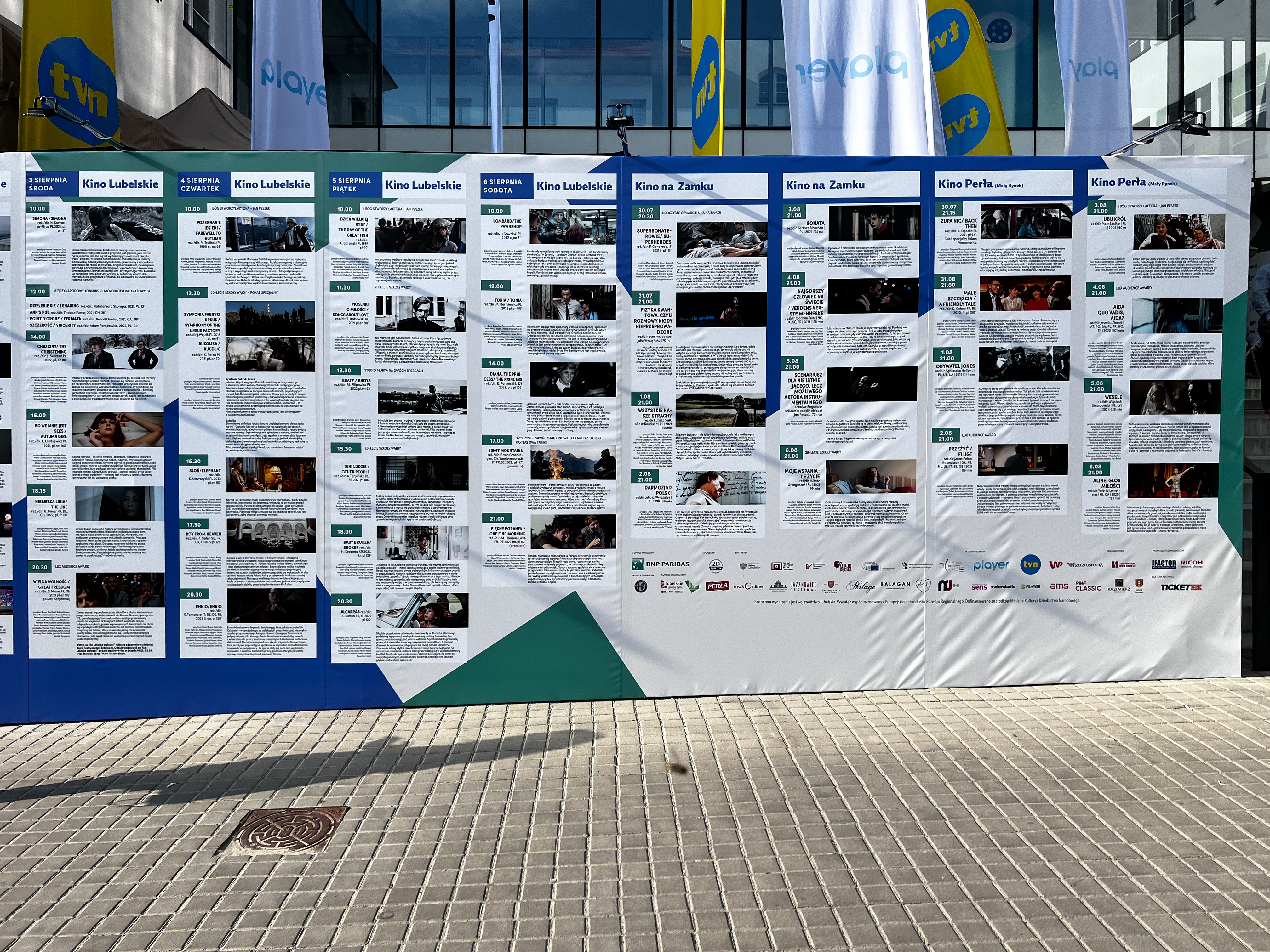
Ścianka z opisami filmowych pokazów festiwalowych

W dniach 23–27 sierpnia 1995 roku w Kazimierzu Dolnym odbyła się pierwsza edycja Lata Filmów zorganizowana przez Sławomira Rogowskiego i Romana Gutka pod egidą Państwowej Instytucji Filmowej Max Film. Pokazano 20 filmów. Projekcje odbyły się w kinie Wisła oraz na Małym Rynku na ekranie zawieszonym na ścianie starej Jatki Żydowskiej. Wraz z trzecią edycją pojawił się drugi człon nazwy imprezy: Festiwal Filmowy i Artystyczny, oraz pojawiła się gazetka festiwalowa. W 2000 roku po raz pierwszy pojawił się festiwalowy namiot kinowy na 800 miejsc, gdyż kino Wisła było już za ciasne. 
W 2001 Roman Gutek opuścił festiwal organizując własny pod nazwą Nowe horyzonty. W 2005 odbyła się X edycja „Lato Fimów” — była to ostatnia edycja organizowana w Kazimierzu. Od następnego roku festiwal pod tą nazwą zaczął być organizowany w Toruniu, a następnie w Warszawie, przekształcając się potem w Wiosnę Filmów. 
W 2005 r. dzięki wsparciu Telewizji Polskiej w Kazimierzu odbył się festiwal filmowy pod nową nazwą „Wysokie Temperatury Filmowe”. W 2006 roku festiwal w Kazimierzu nie był organizowany, za to we wrześniu tamtego roku powstało Stowarzyszenie Dwa Brzegi, którego głównym zadaniem miało być organizowanie festiwalu filmowego w Kazimierzu Dolnym i Janowcu. Oprócz festiwalu Dwa Brzegi stowarzyszenie prowadzi także Puławski Festiwal Muzyczny Wszystkie Strony Świata.
Pierwszy festiwal w nowej formule pod nazwą Festiwal Filmu i Sztuki Dwa Brzegi odbył się w sierpniu 2007 r. Jego dyrektorem od pierwszej edycji została Grażyna Torbicka, znana wcześniej jako autorka magazynu filmowego „Kocham Kino” emitowanego w latach 1996–2016 na antenie TVP2; Był toprogram poświęconego sztuce filmowej, zajmujący się promocją i edukacją w dziedzinie kina autorskiego i artystycznego. Dzięki niej w festiwal zaangażowała się Telewizja Polska. Festiwal w nowej formule oprócz Kazimierza zagospodarował również leżący nieopodal Janowiec; Grażyna Torbicka jako dyrektorka artystyczna położyła większy nacisk na interdyscyplinarność wydarzenia uzupełniając wydarzenia filmowe o wydarzenia literackie, muzyczne, sztuk wizualnych i fotograficzne. Program pokazów filmowych obejmował wybrane nowości z festiwali w: Cannes, Berlinie i Wenecji a także filmy krótkometrażowe, spektakle Teatru Telewizji i produkcje dla dzieci.
Telewizja Polska była współorganizatorem Festiwalu Dwa Brzegi w latach 2006–2016, przez 10 kolejnych edycji i pełniła rolę głównego partnera medialnego imprezy. Po zakończeniu współpracy z Telewizją Polską, partnerem medialnym Festiwalu Dwa Brzegi została telewizja TVN i radio RMF.
W 2020 roku, z powodu pandemii COVID-19, Festiwal Dwa Brzegi przeszedł na format online. W 2021 roku festiwal odbył się w formie hybrydowej, czyli częściowo online, a częściowo na żywo w przestrzeni publicznej. 
Z powodu remontu dotychczasowego miejsca festiwalu, w 2022 roku festiwal odbył się bez tradycyjnego namiotu i miasteczka festiwalowego, a głównym miejscem festiwalu stała się siedziba Gminnego Zespół Szkół w Kazimierzu Dolnym (ul. Szkolna 1). 

## Nagrody
- Nagroda w 2009 roku Polskiego Instytutu Sztuki Filmowej w kategorii międzynarodowe wydarzenie filmowe[10];

- Certyfikat Polskiej Organizacji Turystycznej za najlepszy produkt turystyczny w 2013 roku[10];
- W 2016 roku Stowarzyszenie Dwa Brzegi zostało wyróżnione tytułem Zasłużony dla Gminy Kazimierz Dolny oraz medalem Zasłużony dla Województwa Lubelskiego[10].